# Boleń pospolity
Boleń pospolity, boleń, chwat, rap, rapa (Leuciscus aspius) – gatunek ryby z rodziny karpiowatych (Cyprinidae).

## Występowanie
Europa Środkowa na wschód od Renu i na północ od Dunaju po Ural i Morze Kaspijskie, również w południowej Skandynawii. Podgatunek Aspius aspius taeniatus jest rybą wędrowną, żyjącą w południowych rejonach Morza Kaspijskiego.
Występuje w większych i średnich rzekach nizinnych, a także w zbiornikach zaporowych, w wodach płynących, w większych jeziorach i zatokach. Młode ryby żyją w małych stadach, w pobliżu brzegów. Rosnąc stają się coraz bardziej samotnikami, trzymającymi się nurtu rzeki.

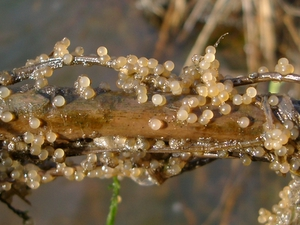
Ikra bolenia

## Charakterystyka
Długość 50–75 cm i 6–8 kg masy ciała, maksymalnie 120 cm (masa ciała do 12 kg). Długie, wyciągnięte, bocznie nieco spłaszczone ciało. Brzuch lekko zaokrąglony, za płetwami brzusznymi biegnie pozbawiony łusek kil. Głowa spiczasta, oczy małe. Szeroki, końcowo położony otwór gębowy sięgający poza przednią krawędź oka. Nieco wysunięta szczęka dolna ma na końcu garbikowate zgrubienie, chowające się we wgłębieniu szczęki górnej. Łuski małe, 64–76 wzdłuż linii bocznej. W płetwie grzbietowej 10–11 promieni, w odbytowej 15–18. Krawędź płetwy odbytowej głęboko sierpowato wcięta, płetwy piersiowe ostro zakończone, płetwa grzbietowa stosunkowo wysoka. Zęby gardłowe dwurzędowe. Ubarwienie grzbietu oliwkowozielone ze stalowoniebieskim połyskiem. Boki jaśniejsze, żółto lśniące. Strona brzuszna srebrzyście biała. Płetwy piersiowe, brzuszne oraz odbytowa są czerwonawe, pozostałe szarawe lub szarawoniebieskie z ciemniejszymi krawędziami.

## Podgatunki
- Boleń południowokaspijski (Aspius aspius taeniatus)[3] – zasiedla wody południowej części Morza Kaspijskiego.

## Odżywianie
W okresie młodzieńczym – wrotki, skorupiaki i larwy owadów. Po osiągnięciu długości około 9 cm zaczyna odżywiać się rybami. Są to przede wszystkim ukleje, a także płocie oraz okonie, karasie i cierniki. W wieku starszym może atakować żaby, ptaki wodne i małe ssaki (gryzonie). Jedyny typowo drapieżny przedstawiciel rodziny karpiowatych. Często jego polowanie daje się zaobserwować na nizinnych rzekach w postaci mocnych, widowiskowych uderzeń ogona o powierzchnię wody.

## Rozmnażanie

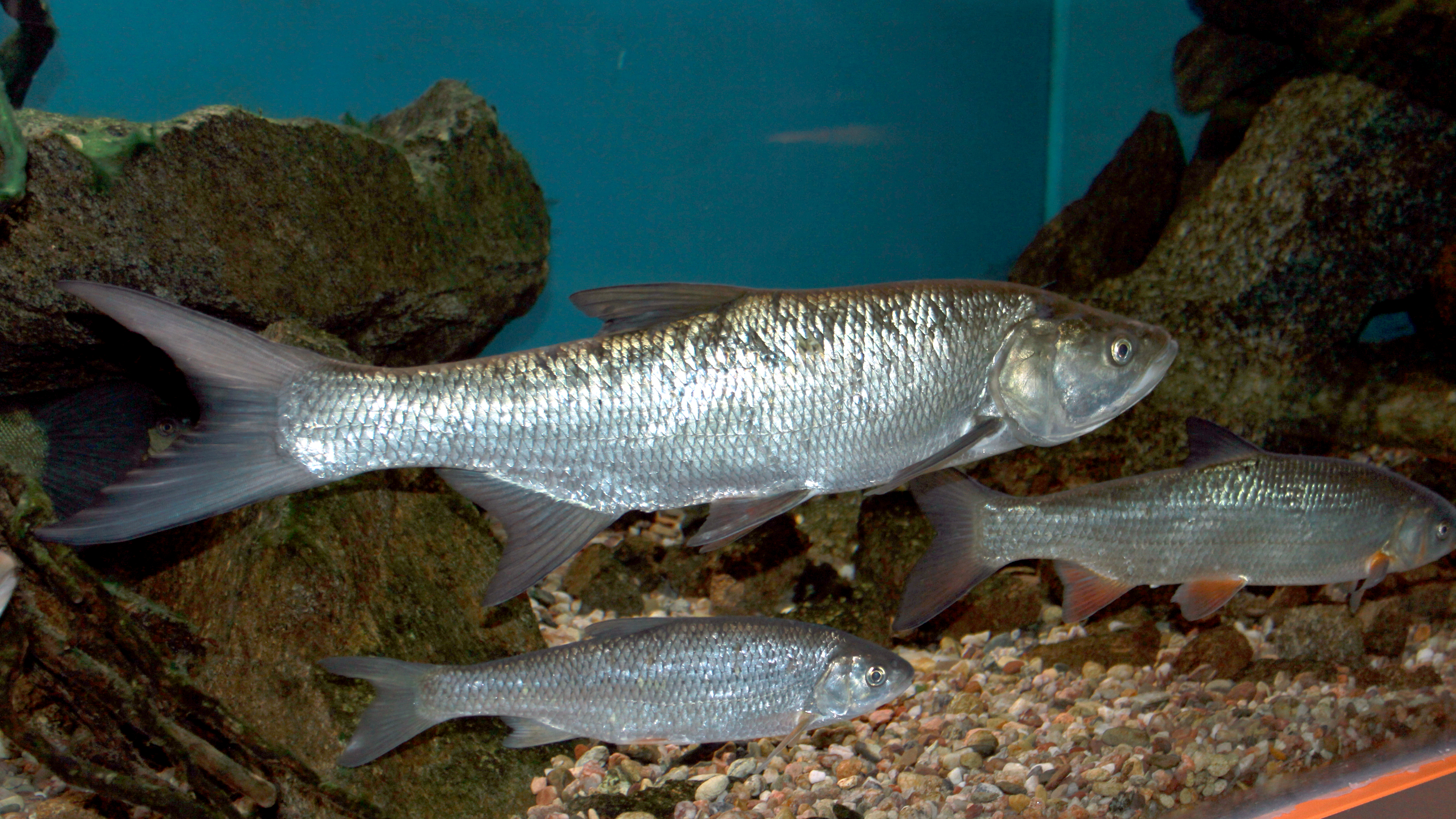
Boleń na wystawie Subaqueous Vltava w Pradze

Dojrzewa płciowo w czwartym roku życia, przy długości około 30 cm. Tarło odbywa się od III do V w temperaturze od 5 do 14 °C w rzekach w miejscach o szybkim nurcie i kamienistym lub żwirowatym dnie. Forma wędrowna trze się w III i IV. U samców występuje wysypka tarłowa na wieczkach skrzelowych i płetwach piersiowych. Ikra składana jest zazwyczaj na kamieniach, rzadziej na roślinach wodnych lub zatopionych korzeniach. Inkubacja trwa około 14 dni. Narybek po wykluciu ma około 7 mm długości. Napełnienie pęcherza pławnego następuje po tygodniu, pełne ułuszczenie przy długości 3 cm. W wieku 6 lat ma około 43 cm. Żyje zazwyczaj około 12 lat. Czasem krzyżuje się z jaziem.

## Znaczenie gospodarcze
Największe znaczenie gospodarcze ma boleń we wschodniej Europie. Mięso nie posiada większych walorów smakowych. Dość popularny wśród wędkarzy (lecz ciężki do złowienia), łowiony głównie na spinning lub trolling, rzadziej na żywą lub martwą rybę.
Rekord Polski wagowy: 8,49 kg i 89 cm (2014).

## Ochrona w Polsce
| Wymiar ochronny | 40 cm                        |
| Okres ochronny  | od 1 stycznia do 30 kwietnia |